# Kanton Annonay-Sud
Der Kanton Annonay-Sud war von 1973 bis 2015 ein französischer Wahlkreis im Arrondissement Tournon-sur-Rhône, im Département Ardèche und in der Region Rhône-Alpes. Hauptort (frz.: chef-lieu) war Annonay. Die landesweiten Änderungen in der Zusammensetzung der Kantone brachten im März 2015 seine Auflösung.

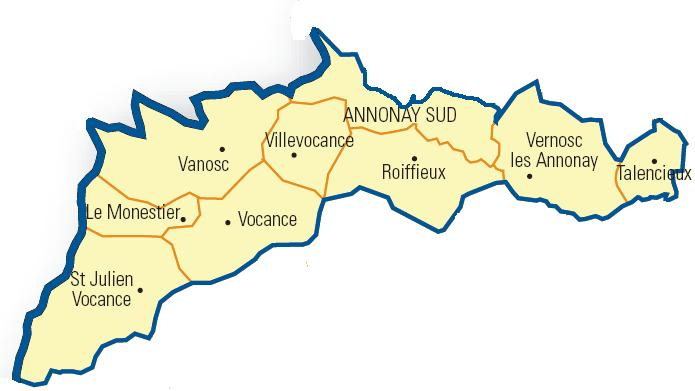
Gemeinden im Kanton Annonay-Sud

## Gemeinden
| Gemeinde             | Einwohner (Stand: 2022) | Code postal | Code Insee |
| -------------------- | ----------------------- | ----------- | ---------- |
| Annonay *            | 6472                    | 07100       | 07010      |
| Monestier            | 59                      | 07690       | 07160      |
| Roiffieux            | 2723                    | 07100       | 07197      |
| Saint-Julien-Vocance | 222                     | 07690       | 07258      |
| Talencieux           | 1116                    | 07340       | 07317      |
| Vanosc               | 934                     | 07690       | 07333      |
| Vernosc-lès-Annonay  | 2670                    | 07430       | 07337      |
| Villevocance         | 1181                    | 07690       | 07342      |
| Vocance              | 615                     | 07690       | 07347      |

* Teilbereich. Die Einwohnerzahl bezieht sich auf den zum Kanton gehörenden Teil der Gemeinde.